# Александър VIII
Папа Александър VIII (на латински: Alexander PP VIII) роден Пиетро Вито Отобони (на италиански: Pietro Vito Ottoboni) е глава на Католическата църква, 241-вия папа в традиционното броене, последния папа носещ името Александър.